# Eleonora Sanvitale
Eleonora Sanvitale ou Anna Leonora Sanvitale (née en 1558 à Sala Baganza et morte le 19 mars 1582 à Ferrare) est une poétesse et chanteuse italienne de la cour de la Maison d'Este à Ferrare.

## Biographie

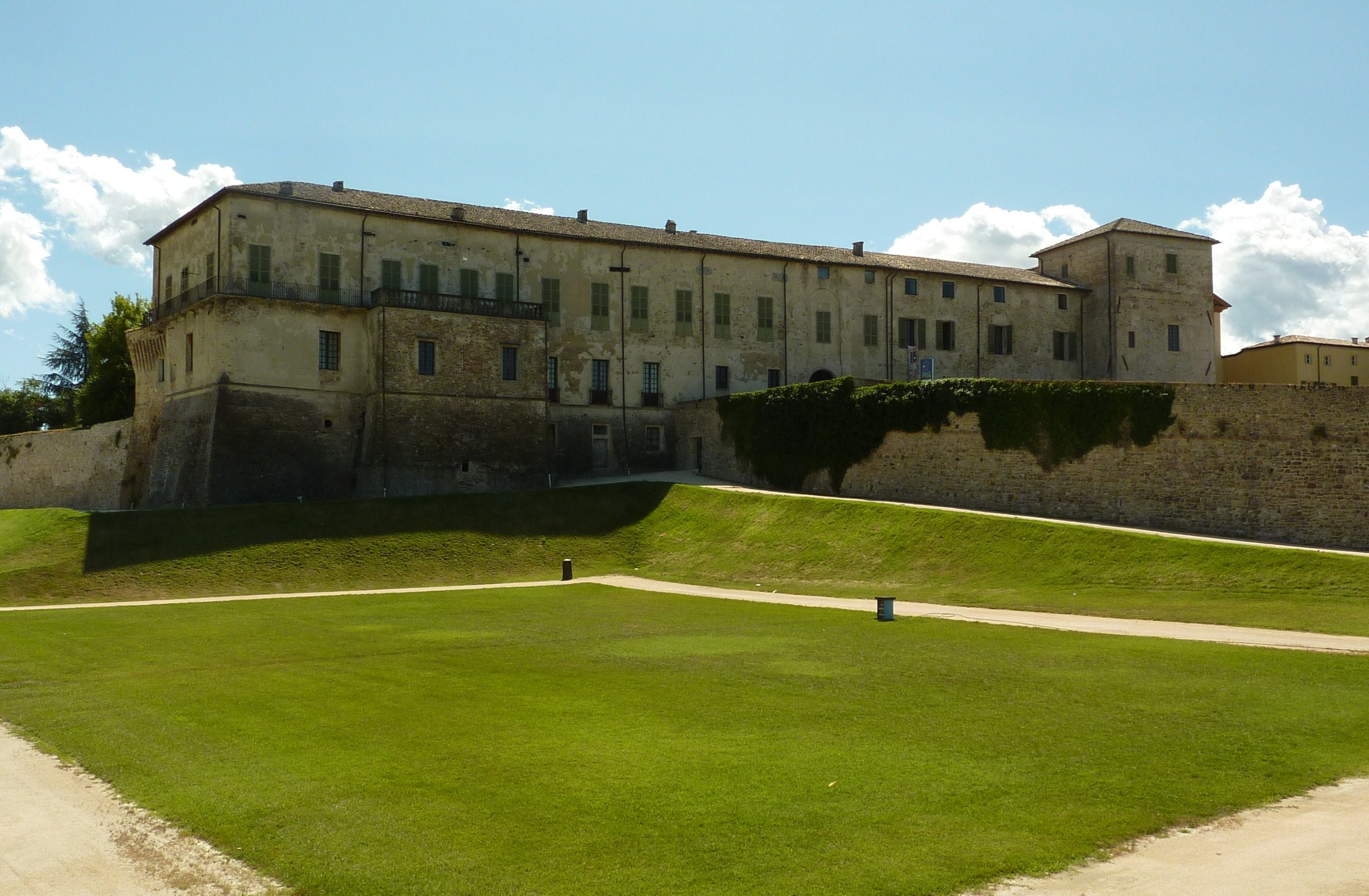
La Rocca Sanvitale à Sala Baganza, lieu de naissance d'Eleonora Sanvitale.

Eleonora Sanvitale naît en 1558 à Sala Baganza dans le château de sa famille, la Rocca Sanvitale. Elle est la fille du comte Gilbert IV Sanvitale, camérier secret du pape Paul III, et de sa première femme Livia da Barbiano, elle-même fille de Pier Francesco Barbiano, comte de Belgioioso.
Eleonora est éduquée dans l'ambiance cultivée et raffinée des cours de la Renaissance, étudiant ainsi la littérature humaniste. À l'âge de 14 ans, elle savait déjà écrire des vers et des oraisons décrites comme élégantes. Elle reste orpheline de mère dans sa jeunesse et elle grandit donc auprès de sa belle-mère Barbara Sanseverino, qui a seulement quelques années de plus qu'elle. Eleonora voyage ainsi beaucoup avec sa belle-mère et elles se rendent notamment à Rome où elle étudie le chant puis rencontre Giulio Thiene, premier marquis de Scandiano, qu'elle épouse en 1576.
Arrivée à la cour de la Maison d'Este à Ferrare, Eleonora se distingue par ses qualités musicales et poétiques, se faisant remarquer par de nombreux lettrés. Elle attire ainsi l'attention de l'écrivain Girolamo Catena ainsi que du poète Le Tasse qui lui dédie un sonnet, intitulé Alla Contessa di Scandiano (Eleonora Sanvitale est en effet devenue comtesse de Scandiano par son mariage avec Giulio Thiene).
En 1580, Eleonora Sanvitale est aussi une des interprètes de la première formation du Concerto delle donne, un groupe de cantatrices professionnelles de la cour du duc Alphonse II d'Este, aux côtés notamment d'Isabella Bendidio.
Eleonora Sanvitale meurt à Ferrare le 19 mars 1582, seulement un mois après la naissance de son second fils, Ottavio II Thiene. Elle est enterrée à Scandiano.